# Dasha (köpinghuvudort i Kina, Jiangxi Sheng, lat 29,26, long 116,33)
Dasha är en köpinghuvudort i Kina. Den ligger i provinsen Jiangxi, i den sydöstra delen av landet, omkring 78 kilometer nordost om provinshuvudstaden Nanchang. Antalet invånare är 30 926. Befolkningen består av 15 414 kvinnor och 15 512 män. Barn under 15 år utgör 25,0 %, vuxna 15-64 år 68 %, och äldre över 65 år 5,0 %.
Runt Dasha är det tätbefolkat, med 266 invånare per kvadratkilometer. Närmaste större samhälle är Tutang, 14,0 km nordost om Dasha. Trakten runt Dasha består till största delen av jordbruksmark.
Genomsnittlig årsnederbörd är 2 294 millimeter. Den regnigaste månaden är maj, med i genomsnitt 338 mm nederbörd, och den torraste är januari, med 74 mm nederbörd.